# Loso

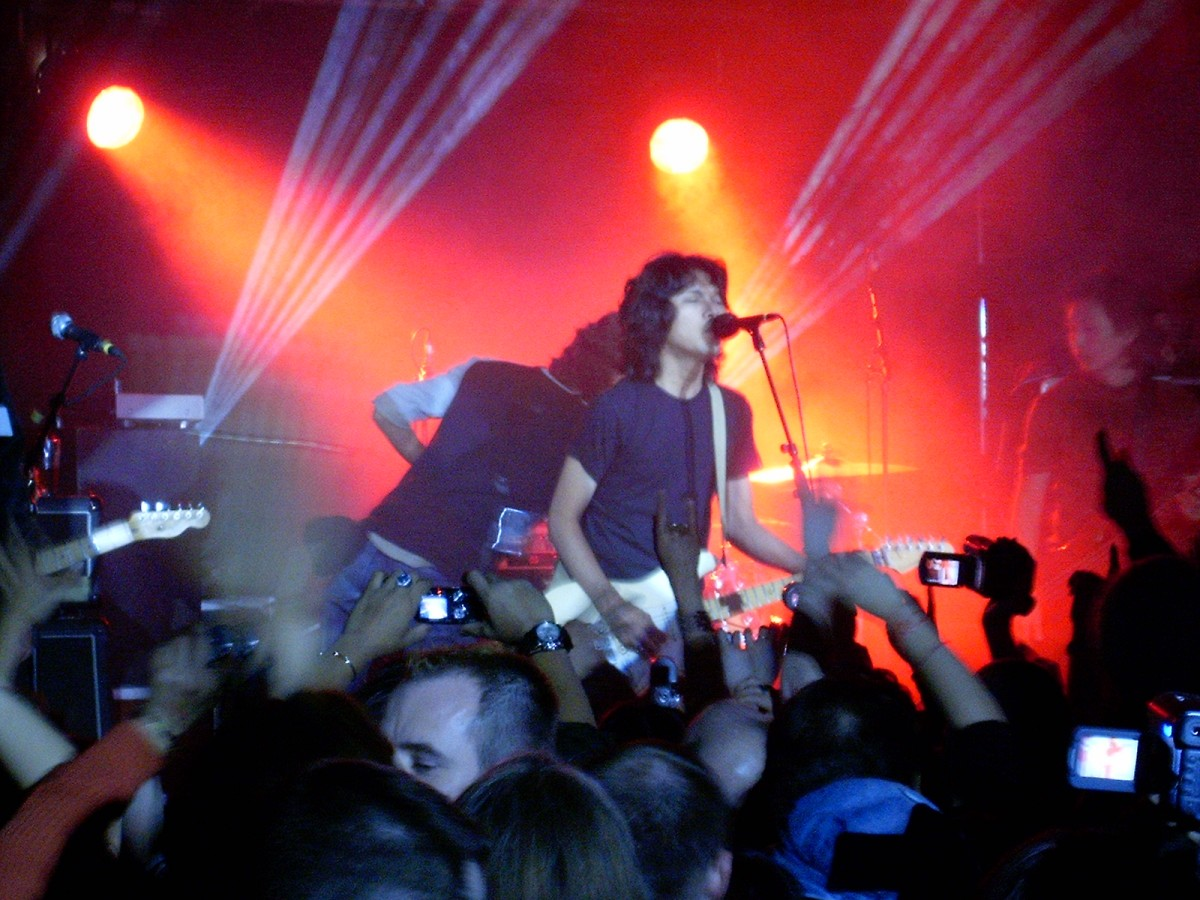
Concert de Sek Loso à Mannheim en 2005.

Loso (thaï : โลโซ) est un groupe de rock thaïlandais créé en 1994. Son nom est un jeu de mots sur hi-so, terme populaire thaïlandais désignant la classe supérieure (en thaï :ไฮ-โซ ; en anglais high society) : Lo, pour Low, indique au contraire l'origine modeste des membres du groupe.  
C'est un groupe de rock populaire, très populaire chez les adolescents en Thaïlande. Les paroles parlent surtout d'amour, comme bien d'autres, mais montrent l'image de gens très simple, peu raffinés.  
C'est aussi un des premiers groupes thaïs à avoir atteint un statut international. Il a joué dans de nombreux festivals, dont South by Southwest à Austin et celui de Glastonbury, et a un producteur occidental. 

## Biographie

### Débuts de Sek
Seksan, le fils d’un fermier itinérant, a déménagé à Bangkok à l’âge de 12 ans et a trouvé du travail dans un magasin de fabrication de bijoux appartenant à une tante. Il a également travaillé dans une usine de fabrication de climatiseurs.
En 1991, inspiré par ses artistes préférés, dont Guns N ‘Roses et Carabao, il a économisé assez d’argent pour s’acheter une guitare bon marché, appris quelques accords et a commencé son chemin sur la scène dans l’un des lieux les plus connus de Bangkok pour la musique live : le Pub Austin. En un an, et âgé de seulement 17 ans, le chanteur et guitariste menait un orchestre maison, interprétant du rock thaï, de la musique pop, ainsi que du Green Day, Nirvana, les Rolling Stones et Jimi Hendrix.

### Genèse et formation du groupe (1994-1995)
Le groupe se forme en 1994 lorsque Seksan, dit Sek, rencontre Apirath Sukkhajitr et Kittisak Khoatkham, dit Rath et Yai respectivement, à l'université Polytechnique de Nakhon Ratchasima lorsqu'ils furent tous trois étudiants en électricité. Ils devinrent rapidement amis en raison de leur amour et passion pour la musique Rock, en particulier le Grunge américain, popularisé par le groupe Nirvana. Rapidement, ils décidèrent alors de former un groupe avec Sek au chant et à la guitare, Rath à la basse et Yai à la batterie.
Ils baptisèrent le groupe « Loso », un jeu de mots du terme argotique « Hiso » signifiant « High Society » (en français Haute société), utilisé pour désigner les personnes issues de la classe supérieure, le trio étant issus de la classe ouvrière décida de jouer avec le terme et de le transformer en "Loso" pour "Low Society" (Basse société en français). Cependant, ce terme n'a pas été utilisé en tant qu'humour autodérisif mais plus en tant que marque de rébellion, afin de contester l'obsession de la société thaïlandaise pour l'élite et le statut social des individus.
De 1994 à 1995, le groupe a été en tournée en Thaïlande, allant de bar en bar afin de se faire un peu d'argent pour financer l'enregistrement de leur album démo pour ensuite l'envoyer à divers maisons de disques. Malheureusement comme mentionné précédemment, le groupe fut rejeté par la plupart des labels en raison de leur apparences et leurs styles vestimentaires rappelant la classe ouvrière et la pauvreté, un détail qui est très mal vu par la société thaïlandaise.

### Premier album et succès national (1996)
Un jour, en 1996, le chanteur et acteur thaïlandais Saksit Tangthong (ศักดิ์สิทธิ์ แท่งทอง) rechercha des musiciens afin d'enregistrer une chanson : Dek Lang Hong (เด็กหลังห้อง) et embaucha alors Loso en tant que backing band. Après l'enregistrement, il suggéra à Sek d'envoyer la cassette démo à Asanee Chotikul (อัสนี โชติกุล) du groupe populaire Asanee-Wasan (อัสนี-วสันต์). Impressionné, ce dernier décida de signer le groupe chez son propre label "More Music" et c'est alors qu'en Avril 1996 qu'est paru Lo Society, leur tout premier album qui démarrera ainsi leur carrière en tant que rockstar. Enregistré en 20 jours au studio Butterfly et produit par Pichet Kruawan (พิเชษฐ์ เครือวัลย์) du groupe Y Not 7, il se vendit à plus de 1,5 million de copies.

### Séparation et carrière solo (2002)
À la suite du grand concert Loso for Friends en 2002, Sek annonce publiquement qu'il quitte le groupe, souhaitant prendre du repos et allez étudier en Angleterre. Apirath et Kittisak décident alors de former un nouveau groupe : Fahrenheit. En 2003, Sek commence sa carrière Solo, sortant un album l'année même ainsi qu'un second l'année suivante en 2004 avec en featuring Bird Thongchai, grande vedette de la pop thaïlandaise. En 2005, Sek annonce qu'il souhaite se lancer dans une carrière internationale et part alors produire un album au Royaume-Uni : For God's Sake, produit par autre que Owen Morris, producteur du groupe Oasis.

### Réunion (depuis 2020)
En septembre 2020, les quatre membres de Loso furent réunis afin célébrer le mariage de Sek. L'année suivante, fin octobre 2021, Sek posta une vidéo de lui, Yai et Klang en train de répéter dans son home studio sur sa page Facebook. Le mois suivant, les trois membres annoncèrent officiellement sur leurs pages respectifs qu'ils ont reformés le groupe et qu'ils iront en tournée très prochainement.

## Membres
Seksan "Sek Loso" Sukpimai - guitare, chant, auteur, compositeur (1994-2002, depuis 2021)
Apirath "Rath Loso" Sukkhajitr - guitare basse, chœurs, chant (1994-1998, 2001-2002, 2020)
Kittisak "Yai Loso" Khoatkham - batterie, tambourin, chœurs, chant (1994-2002, depuis 2021)
Nattaphon "Klang Loso" Suntharaanu - guitare basse, chœurs (1999-2001, depuis 2021)

## Discographie de Loso

### Albums studio
- โล โซไซตี้  (Lo Society) (1996)
- เอ็นเตอร์เทนเม้นท์  (Entertainment) (1998)
- Rock and Roll (1999)
- Losoland (2001)
- ปกแดง (The Red Album) (2001)[9]

### EP
- Loso Special (1997)

### Compilations et lives
- The Best of Loso (1999)
- Superstar Project "LOSO" (2000)
- Loso Concert for Friends (2002)
- Loso Best Collection (2013)

### Albums solo de Sek
- 7th August (2003)
- Bird & Sek (2004)
- Sek Loso The Collection (2005)
- Black and White (2006)
- For God's Sake (2007)
- Sek Loso (2009)
- Plus (2010)
- Mai (2010)
- Love Songs Acoustic Live (2011)
- I'm Back (2013)
- Sek Loso Part 2 (2015)